# 玉环市城关中心小学
28°07′09″N 121°13′57″E / 28.11905°N 121.23245°E
玉环市城关中心小学，简称玉环市城关镇小，是一所位于中华人民共和国浙江省玉环市玉城街道的小学。

## 历史
玉环市城关中心小学，前身为清雍正六年（1728年）玉环厅同知张坦熊于厅治西南创设的义学，距今已有270多年的历史。2003年8月实现新校舍整体搬迁，办学规模不断扩大。2017年底，玉环市城关中心小学分校择址前塘垟高山下，工程奠基后开始桩基施工。2018年5月，施工现场发现大量古陶制品，经考古挖掘确定为宋代制盐遗址，被命名为前塘垟盐业遗址。12月，分校区第一栋教学楼结顶。
2020年6月8日，被玉环市文化和广电旅游体育局、玉环市教育局公布为第二批“玉环市非物质文化遗产传承教学基地”。

## 分校区
玉环市城关中心小学分校区工程是玉环市10个教育重大项目之一，位于玉城街道前塘垟村、小水埠村、双庙村交界处，建设教学楼、综合楼、行政办公及图书楼、食堂等。总用地面积5.6万平方米，总建筑面积3.65万平方米，目前已投入7000万元，预计2020年投用。建成后，可容纳54个教学班、2430名学生就读。